# Muwaqqit

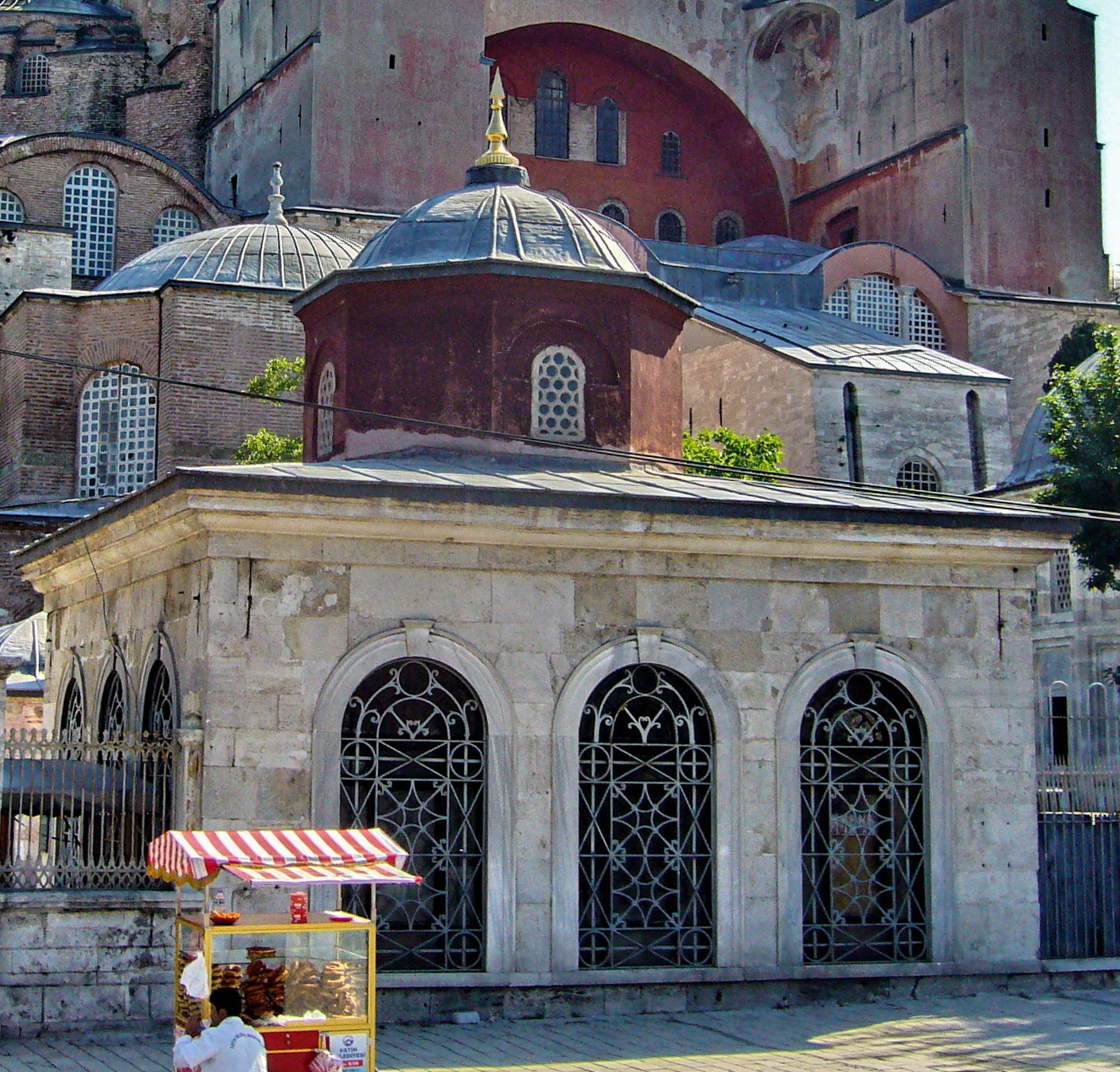
Le muvakkithane (« loge du muwaqqit ») à Sainte-Sophie, à Istanbul.

Dans l'histoire de l'islam, un muwaqqit (en arabe مُوَقَّت, plus rarement ميقاتي mīqātī ; en turc muvakkit) était un astronome chargé de la mesure du temps et de réguler les heures de prière dans une institution islamique comme une mosquée ou une médersa. Contrairement au muezzin (chargé de l'appel à la prière), généralement choisi pour sa piété et sa voix, le muwaqqit était choisi pour ses connaissances et ses compétences en astronomie.
Toutes les mosquées ne possédaient pas de muwaqqit. Cet office fut mentionné pour la première fois à la fin du XIIIe siècle dans la mosquée Amr ibn al-As, dans le sultanat mamelouk du Caire, puis s'est répandu dans diverses régions du monde musulman. Même à cette époque, de nombreuses grandes mosquées ne faisaient appel qu'aux muezzins pour déterminer les heures de prière en utilisant des méthodes traditionnelles, comme l'observation de la longueur des ombres et des phénomènes crépusculaires. Le manque de sources historiques et de recherches rend difficile la détermination des fonctions et rôles spécifiques du muwaqqit. Les historiens des sciences ne savent pas si le muwaqqit était un office spécialisé dont le titulaire s'occupait exclusivement de questions astronomiques, ou s'il faisait partie du rôle plus large d'un enseignant (mudarris (en)) qui exerçait et enseignait également dans d'autres domaines.
À son apogée, aux XIVe et XVe siècles, d'éminents scientifiques occupèrent le poste de muwaqqit. Par exemple, ibn al-Shatir (1304-1375) et Shams al-Din al-Khalili (1320-1380) formèrent une équipe de muwaqqits à la mosquée omeyyade de Damas. La Syrie et l'Égypte furent les principaux centres d'activité du muwaqqit durant ces siècles, tandis que la fonction s'étendit à la Palestine, au Hedjaz, à Tunis et au Yémen. L'office continua d'être répertorié jusqu'au XIXe siècle, bien que les muwaqqits aient produit moins de traités et d'instruments qu'auparavant. Aujourd'hui, les mosquées utilisent des horaires de prière produits par des agences religieuses ou scientifiques, ou des horloges programmées à cet effet. Celles-ci permettent de déterminer avec précision les heures de prière sans les compétences spécialisées d'un muwaqqit.

## Contexte
Les musulmans observent la salat, la prière rituelle quotidienne, à des heures prescrites selon les hadiths ou la tradition de Mahomet (v. 570-632). Chaque jour, cinq prières obligatoires sont accomplies, avec des plages horaires spécifiques déterminées par les phénomènes astronomiques quotidiens. Par exemple, la Salat Maghrib commence après le coucher du soleil et se termine lorsque la lumière rouge du crépuscule disparaît .
Étant donné que les heures de début et de fin des prières sont liées au mouvement diurne du soleil, elles varient tout au long de l'année et dépendent de la latitude et de la longitude locales lorsqu'elles sont exprimées en heure locale. Le terme mīqāt dans le sens de « temps d'une prière » est attesté dans le Coran et les hadiths, bien que le Coran ne définisse pas explicitement ces heures . Le terme ʻilm al-mīqāt fait référence à l'étude de la détermination des heures de prière en fonction de la position du Soleil et des étoiles dans le ciel et a été enregistré depuis les premiers jours de l'Islam.
Avant l'apparition des muwaqqits, le muezzin était la fonction la plus associée à la régulation des heures de prière. Ce poste remonte à l'époque de Mahomet et son rôle et son histoire sont bien documentés. La principale fonction d'un muezzin est de réciter l'adhan pour annoncer le début de la prière. Avant l'utilisation du haut-parleur, cette fonction se faisait généralement du haut d'un minaret. Le minaret offrait au muezzin un point de vue privilégié pour observer des phénomènes tels que le coucher du soleil, qui marque le début du maghrib.

## Fonctions

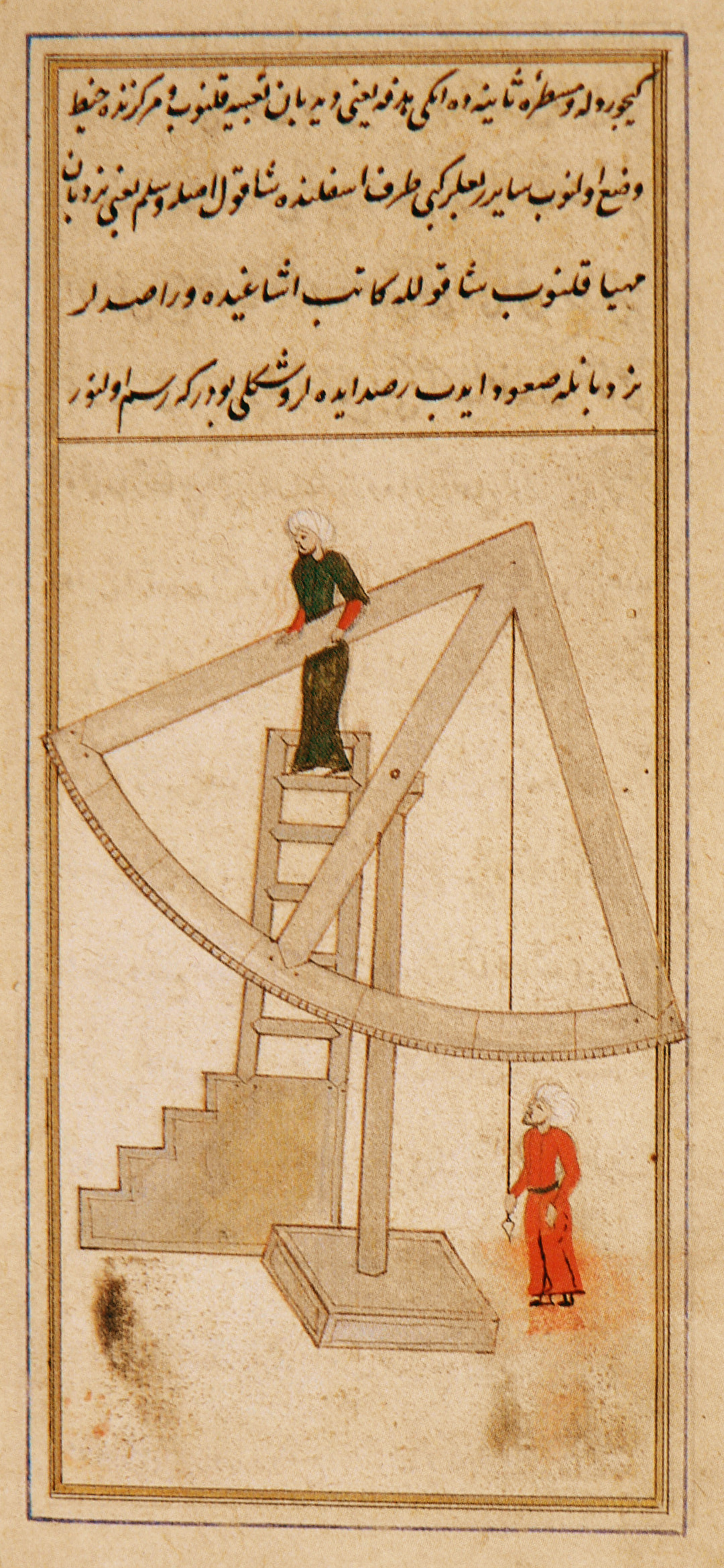
Le quadrant, souvent produit et utilisé par les muwaqqits.

La principale fonction du muwaqqit était la mesure du temps et la régulation des heures de prière quotidiennes dans les mosquées, les médersas et autres institutions faisant appel à l'astronomie et à d'autres sciences exactes. À leur apogée, aux XIVe et XVe siècles, les grandes mosquées employaient souvent d'éminents astronomes comme muwaqqits. Outre la gestion des heures de prière, ils rédigeaient des traités d'astronomie, notamment sur la mesure du temps et l'utilisation d'instruments connexes tels que les quadrants et les cadrans solaires  . Ils étaient également responsables d'autres questions religieuses liées à leur expertise astronomique, telles que le respect du calendrier islamique et la détermination de la qibla (la direction de La Mecque utilisée pour les prières).
L'historien de l'astronomie David A. King présente le muwaqqit comme une profession spécialisée, un astronome de mosquée « au service de l'islam » qui a produit un important corpus de traités et d'instruments, même si son travail n'a pas nécessairement influencé les pratiques des muezzins et des fuqahā, qui utilisaient largement les méthodes traditionnelles. Le savoir d'un muwaqqit était transmis à ses étudiants qui souhaitaient former la prochaine génération de la profession. La description de King s'appuie sur ses recherches dans les principaux ouvrages des muwaqqit et les textes juridiques islamiques contemporains.
De son côté, l'historienne des sciences Sonja Brentjes propose que le muwaqqit doit être considéré comme « seulement une facette d'une autre personnalité, principalement celle d'un mudarris (enseignant) ». Le respect astronomique des heures de prière ainsi que la construction et l'entretien des instruments astronomiques d'une mosquée faisaient simplement partie des activités académiques normales dans les villes musulmanes de l'époque. Une personne titrée muwaqqit était vraisemblablement très instruite également dans d'autres disciplines, dont le fiqh et la philosophie. La discipline de ʻilm al-mīqāt était largement apprise et pas seulement par les personnes qui aspiraient à devenir un muwaqqit ; un muezzin pouvait très bien avoir reçu une éducation identique à celle d'un muwaqqit. L'évaluation de Brentjes est basée sur des biographies secondaires des muwaqqits pendant l'ère mamelouke, dont les travaux d'al-Sakhawi (en), un éminent auteur du XVe siècle et érudit en hadith. King et Brentjes affirment tous deux qu’il est difficile de déterminer le rôle des muwaqqits en raison du manque de recherches et de sources historiques sur le sujet .

### Salaire
Peu d'informations sont disponibles sur le salaire des muwaqqits. King n'a pu fournir que quelques chiffres donnés dans les waqfiyya ou documents financiers des mosquées du Caire des XVe et XVIe siècles. La mosquée de l'émir de Qanim payait un muwaqqit 200 dirhams (pièce d'argent) par mois, contre 900 pour un imam, 500 pour un khatib, 200 pour un muezzin et 300 pour un serviteur mentionnés dans le même document. D'autres chiffres que King a trouvés étaient cumulatifs : 1400 dirhams répartis entre environ 16 muezzins et muwaqqits et 600 dirhams répartis entre un nombre inconnu de muwaqqits . Selon Brentjes, ces rémunérations étaient relativement faibles, ce qui conduisait un muwaqqit à occuper d'autres emplois en même temps, notamment l'enseignement. Les données présentées par King se limitent à une seule ville et ne couvrent pas les mosquées dotées de muwaqqits importants, comme la mosquée des Omeyyades à Damas.

### Relations avec le muezzin
Les responsabilités d'un muwaqqit étaient liées à celles des muezzins, qui annonçaient l'heure de début d'une prière en récitant l'adhan . Contrairement à l'office du muwaqqit, qui nécessitait des connaissances particulières en astronomie, les muezzins étaient généralement choisis pour leur piété et leur belle voix. Les mosquées n'avaient pas toujours de muwaqqit. Même les grandes mosquées s'appuyaient souvent sur les connaissances traditionnelles d'un muezzin pour déterminer les heures de prière, comme l'observation des longueurs d'ombre pour les prières de jour, les phénomènes crépusculaires pour les prières de nuit et les stations lunaires pour la mesure du temps générale la nuit . Brentjes spécule que le muwaqqit pourrait avoir évolué à partir d'un muezzin spécialisé et qu'il n'y avait peut-être pas de délimitation claire entre les deux offices. Certains muwaqqits célèbres, dont Shams al-Din al-Khalili (en) et ibn al-Shatir, étaient connus pour avoir été auparavant muezzins, et de nombreuses personnes ont occupé les deux fonctions simultanément.

## Histoire

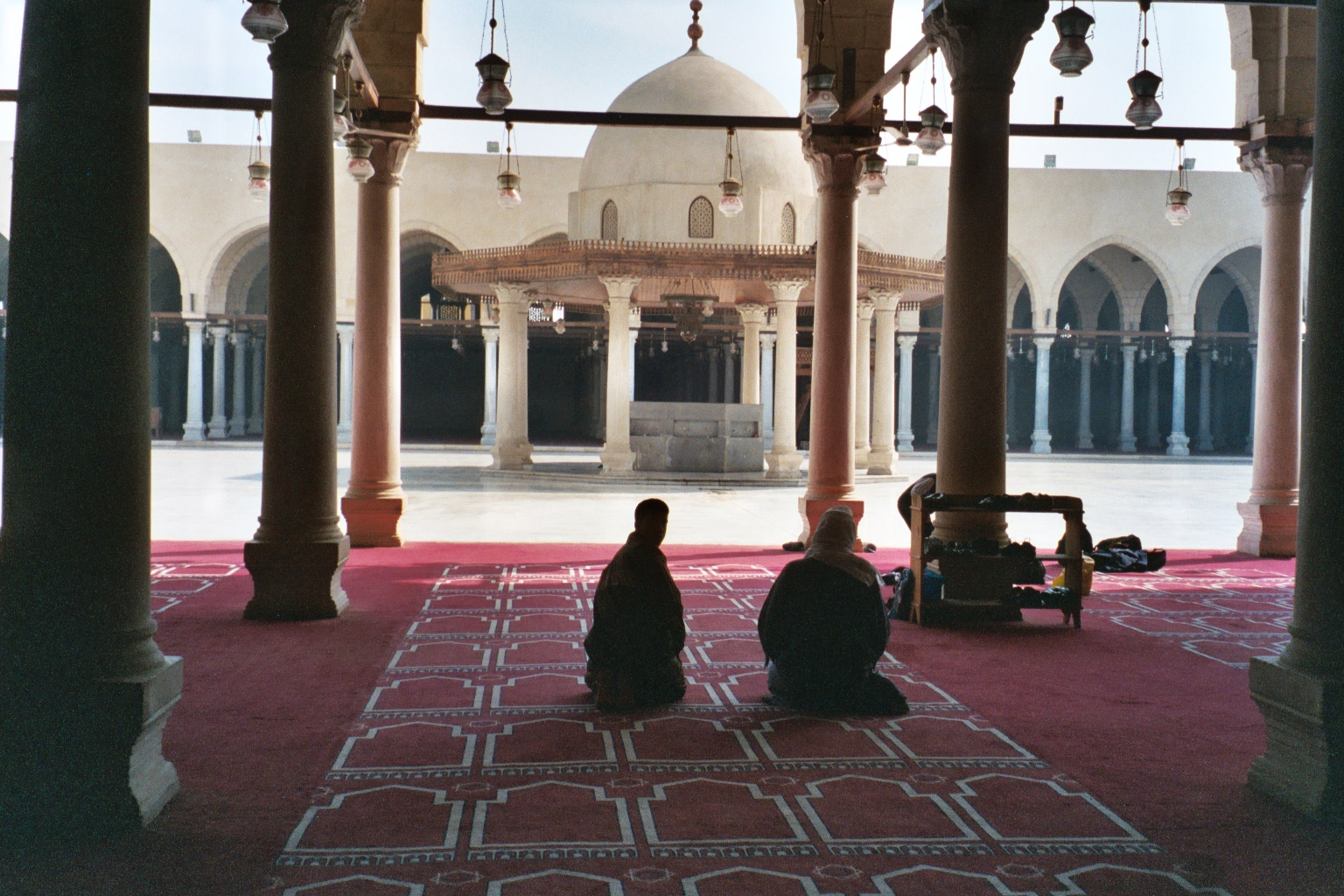
La mosquée Amr ibn al-As à Fostat (aujourd'hui une partie du Caire), où le titre officiel de muwaqqit a été répertorié pour la première fois.

Contrairement au muezzin, dont l'histoire et l'origine ont été bien étudiées, l'origine du muwaqqit n'est pas claire. Le plus ancien document connu montre que la fonction existait déjà dant le sultanat mamelouk au XIIIe siècle. Selon King, le premier muwaqqit connu par son nom est Abu al-Hasan ali ibn Abd al-Malik ibn Sim'un (mort en 685 AH ou 1286/1287 EC), muwaqqit dans la mosquée Amr ibn al-As à Fostat, en Égypte, pendant 30 ans. Son fils Muhammad al-Wajih (mort en 701 AH ou 1301/1302 CE) et son petit-fils Muhammad al-Majd y ont également servi comme muwaqqit. À la même époque, des offices similaires existaient probablement en Al-Andalus et au Maghreb sous des noms différents. En Al-Andalus, à la fin du XIIIe siècle, les astronomes Ahmad et Husayn, père et fils de la famille Ibn Baso, ont calculé les heures de prière pour la Grande Mosquée de Grenade. Les manuscrits y font référence sous divers titres, notamment al-muadhdhin al-mubarak, al-imam al-mu'addil al-mubarak, al-shaykh al-mu'addil, amin al-awqat et muwaqqit. L'Université Al Quaraouiyine, à Fès, employait l'astronome Muhammad al-Sanhaji (fl. v. 1307 ) dans une position similaire avec le titre al-mu'addil. Un manuel des professions d'environ 1300 par l'auteur égyptien Ibn al-Ukhuwwa mentionnait le poste de muezzin et ses devoirs et exigences mais ne mentionnait pas le muwaqqit.

### AuxXIVeetXVesiècles

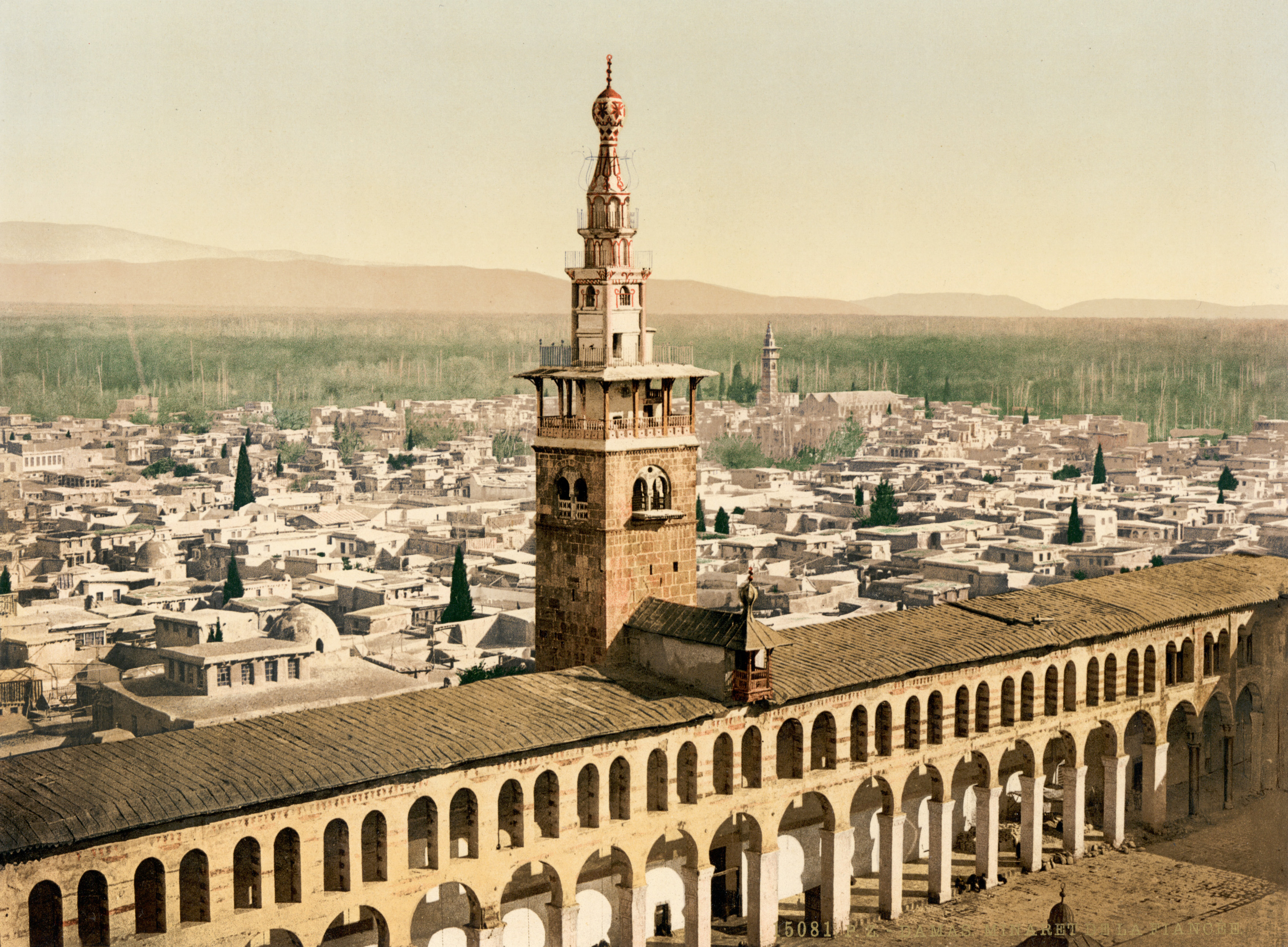
La mosquée des Omeyyades à Damas, un centre majeur de l'activité muwaqqit aux.

Si la fonction de muwaqqit est bien originaire d'Égypte, elle s'est rapidement répandue en Syrie et en Palestine. La mosquée Ibrahimi d'Hébron employait le muwaqqit Ibrahim ibn Ahmad. En 1306, il fit une copie d'un ouvrage astronomique de Nasir al-Din ibn Sim'un (mort en 1337), membre de la même famille que les premiers muwaqqit de Fostat. Un autre muwaqqit, Ibn al-Sarraj (fl. v. 1325 ), a servi à Alep, où il a conçu et créé divers instruments astronomiques et a écrit des traités sur leur construction et leur utilisation.
Toujours en Syrie, Ibn al-Shâtir (1304-1375) dirigea une équipe de muwaqqits à la mosquée des Omeyyades de Damas. Il écrivit deux zij (tables astronomiques) et fabriqua des astrolabes et des cadrans solaires. Outre la mesure du temps, il travailla également sur les théories planétaires et écrivit un traité sur les mouvements du Soleil, de la Lune et des planètes. Il s'éloigna du géocentrisme ptolémaïque et produisit des modèles qui étaient toujours géocentriques mais mathématiquement identiques à ceux proposés plus tard par Copernic (1473-1543) . Selon King, les œuvres d'Ibn al-Shatir représentent le « point culminant » de l'astronomie planétaire dans le monde islamique. Shams al-Din al-Khalili (1320-1380), collègue d'Ibn al-Shatir, muwaqqit de la mosquée Yalbugha avant de rejoindre la mosquée des Omeyyades, a rédigé des horaires de prière pour Damas et des tables pour trouver la direction de La Mecque depuis n'importe quelle localité. Les activités des muwaqqits n'étaient pas universellement approuvées par les juristes musulmans. Le cadi (juge) de Damas, Taj al-Din al-Subki (en), a dénoncé les muwaqqits, dont les rangs, selon lui, étaient remplis d'astrologues (munajjimun) et de magiciens (kuhhan). Les sujets astrologiques étaient inévitablement lus par les astronomes de l'époque car ils étaient souvent inclus dans les manuels d'astronomie, et quelques muwaqqits auraient étudié l'astrologie.
À la fin du XIVe siècle, l'activité des muwaqqits avait été enregistrée en Égypte, en Syrie, en Palestine, au Hedjaz (y compris La Mecque et Médine), à Tunis et au Yémen . Au siècle suivant, la pratique s'est répandue en Asie Mineure. Selon King, il n'y a aucune preuve d'activité muwaqqit dans les régions plus orientales du monde islamique, y compris l'Irak, l'Iran, l'Inde et l'Asie centrale. Selon Brentjes, il est possible que la discipline du miqat se soit répandue vers l'est dans le cadre d'un échange motivé par le commerce, le pèlerinage et les voyages pour la connaissance, même si aucune preuve écrite n'a été trouvée.
Au XVe siècle, le centre des activités muwaqqit se déplaça vers l'Égypte, notamment à la mosquée Al-Azhar du Caire, mais leurs productions scientifiques furent réduites. Parmi les muwaqqits les plus célèbres, Sibt al-Maridini (1423-1506) d'al-Azhar écrivit des traités sur la mesure du temps. Il utilisa des méthodes astronomiques plus simples qui devinrent populaires en Égypte et en Syrie. King suppose qu'il aurait pu « involontairement » contribuer au déclin de l'astronomie au Moyen-Orient, ses travaux surpassant des textes plus avancés. Parmi les autres muwaqqits recensés dans diverses mosquées du Caire du XVe siècle figurent al-Kawm al-Rishi, 'Izz al-Din al-Wafa'i, al-Karadisi et Abd al-Qadir al-Ajmawi. De plus, les astronomes égyptiens Ibn al-Majdi et Ibn Abi al-Fath al-Sufi ont beaucoup écrit sur la mesure du temps religieuse en utilisant une astronomie plus avancée que Sibt al-Maradani (en), mais ils n'étaient pas officiellement rattachés à une mosquée.

### Après leXVesiècle
ʿIlm al-miqat et l'activité des muwaqqits (en turc muvakkitler, au singulier muvakkit) se poursuivit jusqu'à l'époque de l'Empire ottoman (qui conquit les Mamelouks en 1517), bien qu'ils produisissent désormais moins d'ouvrages scientifiques qu'à leur apogée aux XIVe et XVe siècles. Leur travail était supervisé par le müneccimbaşı (en) (astrologue impérial en chef). L'historien des sciences turc Aydın Sayılı a noté que de nombreuses mosquées d'Istanbul ont des bâtiments ou des salles appelés muvakkithane (tr) (« loge du muwaqqit ») . Les sultans ottomans et autres notables les ont construits et patronnés par piété et philanthropie. Ces constructions sont devenues plus courantes au fil du temps, atteignant leur apogée à la fin du XVIIIe siècle et au XIXe siècle. Les astronomes ottomans ont établi des horaires de prière dans des lieux auparavant dépourvus de tels horaires et, au XVIIIe siècle, l'architecte Salih Efendi a rédigé des tables de mesure du temps qui étaient populaires parmi les muwaqqits de la capitale impériale.
À mesure que l'utilisation d'horloges mécaniques devint courante au cours du XVIIIe siècle, les muwaqqits les inclurent dans leurs outils standard et beaucoup devinrent experts dans la fabrication et la réparation d'horloges. Les muwaqqits ottomans adaptèrent également les tables existantes à la convention ottomane définissant 12h00 au coucher du soleil, ce qui nécessite des décalages horaires variables chaque jour. Régler sa montre personnelle en fonction des horloges des muvakkithanes était une pratique courante après la diffusion des montres personnelles à la fin du XVIIIe siècle. Les activités des muwaqqits ont également été enregistrées en Syrie (en particulier à la mosquée des Omeyyades) et en Égypte jusqu'au XIXe siècle.

## Calcul des heures de prière aujourd'hui
À partir du XIXe siècle, diverses agences religieuses ou scientifiques agréées par les autorités religieuses ont commencé à produire des horaires annuels de prière. Les heures de prière sont inscrites dans les calendriers, les almanachs annuels et les journaux. Pendant le mois sacré du ramadan, des tables appelées imsakiyya, contenant les heures de prière ainsi que celle de l'imsak (heure du jeûne) pour tout le mois, sont imprimées et distribuées. Ces dernières décennies, certaines mosquées ont installé des horloges électroniques capables de calculer les heures de prière locales et d'émettre des rappels sonores en conséquence. Aujourd'hui, un muezzin dans une mosquée peut diffuser l'appel à la prière en consultant une table ou une horloge sans avoir besoin des compétences spécialisées d'un muwaqqit.
- Dar al-Muwaqqit